# Gnathia firingae
Gnathia firingae is een pissebed uit de familie Gnathiidae. De wetenschappelijke naam van de soort is voor het eerst geldig gepubliceerd in 1991 door Mueller.